# Marcy Playground
I Marcy Playground sono una band alternative rock statunitense, formata da John Wozniak (cantante e chitarrista), Dylan Keefe (bassista) e Shlomi Lavie (batterista).
La loro fama è legata principalmente alla hit Sex and Candy, che nel 1997 raggiunse i primi posti nelle classifiche statunitensi ed europee. Il nome del gruppo è un omaggio alla "Marcy Open Grade School" di Minneapolis, scuola frequentata dal cantante John Wozniak, ed è stato scelto poiché gran parte delle canzoni del gruppo sono ispirate ai suoi ricordi dell'infanzia.

## Storia del gruppo
John Wozniak iniziò come cantautore nei primi anni novanta con il disco autoprodotto Zog BogBean - From the Marcy Playground, registrato da lui, la sua fidanzata Sherry Fraser (a cui poi dedicherà una canzone nel disco d'esordio) e dal suo fratello Scott Fraser. Il disco fu pubblicato in poche copie, e non ebbe particolare successo. Due delle canzoni presenti (Our Generation e Dog and His Master) sono poi state incise anche sui primi due dischi del gruppo. Nell'aprile 2009, Zog BogBean è stato reso disponibile su iTunes e per il download gratuito sul sito ufficiale del gruppo.
Dopo aver frequentato l'Evergreen State College per due anni Wozniak si trasferì a New York per collaborare con il produttore e polistrumentista Jared Kotler, conosciuto a Philadelphia. Jared aveva fiducia nelle doti di cantautore di John e finanziò personalmente la pubblicazione di una demo che venne registrata dai due nei Sabella Recording Studios. La Capitol Records si mostrò interessata al materiale registrato e mise sotto contratto il duo nel 1995. A completare la formazione, si unì al gruppo anche il bassista Dylan Keefe e il trio iniziò ad esibirsi dal vivo nei club di New York. Prima della pubblicazione del disco d'esordio, alcuni problemi personali fra John e Jared portarono quest'ultimo a lasciare il gruppo per essere sostituito dal batterista Dan Rieser.
Il disco omonimo di debutto fu pubblicato nel 1997. Il primo singolo estratto, Poppies, ebbe scarso successo ma il secondo singolo Sex and Candy portò la band alla notorietà internazionale. La canzone rimase 15 settimane al primo posto della Billboard Alternative Songs chart e l'album, trainato dal successo della canzone, fu disco di platino. Anche i due singoli successivi Saint Joe on the School Bus e Sherry Fraser riuscirono a piazzarsi nelle prime cento posizioni della Alternative Songs.
Nel 1999 il secondo disco Shapeshifter non ripeté il successo del precedente, e il gruppo entrò in una pausa di riflessione di cinque anni. A seguito di questa piccola crisi il batterista Dan Rieser abbandonò la band per essere sostituito da Gonzalo "Gonz" Martinez De La Cotera. Anche l'album successivo MP3 ebbe scarso successo commerciale.
Il quarto album del gruppo, Leaving Wonderland ... in a Fit of Rage, pubblicato il 7 luglio 2009, è in realtà un disco solista di Wozniak che è stato pubblicato a nome della band su richiesta della casa discografica per sfruttare il residuo favore di pubblico legato alla hit di dieci anni prima. La copertina del gruppo è stata disegnata dall'ex-fidanzata di Wozniak Sherry Frasier.

## Formazione

### Formazione attuale
- John "Woz" Wozniak - voce, chitarra, autore, produttore
- Dylan Keefe - basso
- Shlomi Lavie - batteria

### Ex componenti
- Dan Rieser, batteria
- Gonzalo "Gonz" Martinez De La Cotera, batteria
- Jared Kotler, batteria, basso

## Discografia

### John Wozniak
- 1990 - Zog BogBean - From the Marcy Playground

### Album
- 1997 - Marcy Playground (platinum certified)
- 1999 - Shapeshifter
- 2004 - MP3
- 2009 - Leaving Wonderland...in a Fit of Rage
- 2012 - Lunch, Recess & Detention

### Singoli
| Anno | Titolo                      | Posizione in classifica | Posizione in classifica | Posizione in classifica | Album                                 |
| Anno | Titolo                      | US                      | US Main.                | US Alt.                 | Album                                 |
| ---- | --------------------------- | ----------------------- | ----------------------- | ----------------------- | ------------------------------------- |
| 1997 | Poppies                     |                         |                         |                         | Marcy Playground                      |
| 1997 | Sex and Candy               | 8                       | 4                       | 1                       | Marcy Playground                      |
| 1998 | Saint Joe on the School Bus |                         | 31                      | 8                       | Marcy Playground                      |
| 1998 | Sherry Fraser               |                         |                         |                         | Marcy Playground                      |
| 1999 | Comin' Up From Behind       |                         |                         |                         | Shapeshifter                          |
| 1999 | It's Saturday               |                         |                         | 25                      | Shapeshifter                          |
| 1999 | Bye Bye                     |                         |                         |                         | Shapeshifter                          |
| 2004 | Deadly Handsome Man         |                         |                         |                         | MP3                                   |
| 2004 | Punk Rock Superstar         |                         |                         |                         | MP3                                   |
| 2004 | No One's Boy                |                         |                         |                         | MP3                                   |
| 2004 | Blood in Alphabet Soup      |                         |                         |                         | MP3                                   |
| 2009 | Good Times                  |                         |                         |                         | Leaving Wonderland...in a fit of rage |
| 2009 | Starbaby                    |                         |                         |                         | Leaving Wonderland...in a fit of rage |

### EP
- 1999 - It's Saturday - College Sampler EP